# Assassin's Creed: The Chain
Assassin's Creed: The Chain è una serie a fumetti ispirati alla serie di videogiochi Assassin's Creed, che conclude il collegamento tra Daniel Cross e Nikolai Orelov, la cui storia è iniziata in Assassin's Creed: The Fall.

## Trama
Nel 2002 Daniel Cross viene fatto uscire dall'Animus e apprende di essere ormai considerato un eroe ma continua a soffrire di allucinazioni. Nel 2012 Daniel entra in una della macchine per rivivere i ricordi dei suoi antenati, di cui ha ormai una sorta dipendenza. Daniel viene trovato nella stanza degli Animi dalla dottoressa Sung che gli fa notare che la macchina dentro la quale si trovava era spenta. Il ragazzo allora capisce di non aver più bisogno dell'Animus per rivivere i ricordi dei propri antenati. Successivamente Daniel si unisce all'Ordine dei Templari, diventandone uno degli elementi più influenti e importanti. Gli viene assegnata una missione: deve trovare la biblioteca di Ivan il Terribile e capire quale sia il nesso che la collega all'Ordine degli Assassini che sembra la usino da tempo come deposito per alcuni importanti tesori, tra cui il Codice del Profeta. Daniel trova l'ingresso segreto ed entra nella biblioteca e trova il Codice del Profeta e Mentore Ezio Auditore da Firenze e lascia la biblioteca.